# Parque Juárez de Comalcalco

El Parque Juárez es uno de los principales puntos sociales de Comalcalco. Se encuentra ubicado en la Colonia Centro, frente al Palacio municipal, la Iglesia San Isidro Labrador y una de las escuelas más antiguas del municipio.
En sus costados se encuentran dos corredores, llamados los portales, dónde se encuentran ubicados comercios de diversos tipos: restaurantes, videojuegos, abarrotes, papelerías, café-internet, etc.
El parque Juárez es también la estación de los autobuses turísticos conocidos como "Choco Rol", que dan un paseo por las principales calles de Comalcalco y pasan por diversos lugares turísticos y de importancia, como la Hacienda La Luz.

## Historia
El primer parque con el que contó la ciudad de Comalcalco se construyó entre 1827 y 1829 denominándose simplemente Parque Principal y aunque era una construcción modesta, se convirtió en punto de reunión para los habitantes de la joven ciudad, ya que por las tardes se concentraba la población para platicar y divertirse.
En 1857 se le denominó Plaza Pública Constitución, como parte de los festejos por la promulgación de la Constitución federal de ese año.
En octubre de 1863 en esta plaza se reunieron y entrenaron las tropas liberales del ejército tabasqueño encabezadas por el Coronel Gregorio Méndez, quien instaló en dicho parque su campamento militar en donde se entrenaba a la tropa que se había alzado en armas en contra de la Intervención francesa en Tabasco y que pocos días después derrotaría al ejército intervencionista francés en la Batalla de El Jahuactal en Cunduacán.
El actual parque se comenzó a construir el 21 de marzo de 1904, conmemorando el 98 aniversario del natalicio de  Benito Juárez, siendo el jefe político del municipio Luis Felipe García Rojas, quien organizó un patronato para recaudar fondos y administrar su construcción. Para tal fin se fijó una cuota mensual para la cooperación de las personas más acomodadas del municipio y se realizaron rifas y otros eventos para recaudar fondos.
Para su construcción se utilizó arena del río Seco, ladrillo de barro cocido y cal hecha de concha de ostión. En el centro del parque se construyó un pedestal el cual en la parte superior tenía un busto de  Benito Juárez. Se plantaron árboles para dar sombra.
El parque fue inaugurado el 21 de mayo de 1906 y se le instaló el alumbrado eléctrico el 15 de septiembre de 1910. El 17 de octubre de 1917 se plantaron ahí 16 palmas reales que adornaron el parque durante 80 años hasta que fueron derribadas durante una remodelación.
En 2021 se volvió a remodelar, la nueva plaza mide con su ampliación 13 mil 928.83 metros cuadrados, cuenta con dos áreas techadas, 88 árboles de guayacán, framboyán y macuilies, además de 3 mil 403 metros cuadrados de pasto Cuernavaca en nuevas jardineras, al centro una fuente con luces y 10 chorros de agua, su cisterna, 146 luminarias en áreas verdes y techadas y piso de adoquín. 
En el proyecto se comtempló la pavimentación de concreto en las calles aledañas la David Bosada y Manuel Sánchez Mármol, además de rampas de acceso, 73 bolardos para protección de los peatones, 54 bancas tipo lingote, 40 bancas con respaldo y 50 bancas tipo cubo. También se eliminó el tránsito vehicular en la calle David Bosada frente a la iglesia. Se quitaron las calles posteriores a la plaza.

## Eventos en general
El parque Juárez ha sido escenario de varios conciertos gratuitos con grandes artistas, proporcionado por el Ayuntamiento de Comalcalco.
Es también escenario de manifestaciones artísticas y culturales, organizadas por el Ayuntamiento, o escuelas locales.
También se realizan los actos cívicos y es de igual forma, un punto más de los centros de acopio cuando se necesita.
El 6 de diciembre de 2013 se instaló una pista de hielo por primera vez en la historia como parte del Parque Navideño Comalcalco 2013; estuvo funcionando hasta el 6 de enero de 2014.
En los últimos años, se ha hecho costumbre colocar un árbol de Navidad grande, en épocas decembrinas, como en muchos municipios de México. Es encendido por el presidente municipal.

## Galería de imágenes
|                                 |                    |                                               |           |
| Iglesia de San Isidro Labrador. | Palacio Municipal. | Antiguo edificio de la Cooperativa Cacaotera. | Portales. |